# Patrick Gilmore
Patrick Gilmore   (Mullingar, 25 de desembre de 1829 - Saint Louis, 24 de setembre de 1892) va ser un compositor i director d'orquestra nord-americà d'origen irlandès que va viure i treballar als Estats Units després de 1848. Mentre servia a l'exèrcit de la Unió durant la Guerra Civil dels Estats Units, Gilmore va escriure la lletra de la cançó "When Johnny Comes Marching Home". Es va publicar amb el pseudònim de Louis Lambert el setembre de 1863.

## Biografia i carrera
Va començar la seva carrera musical als quinze anys i va passar temps al Canadà amb una banda anglesa. Es va establir a Boston, Massachusetts el 1848, convertint-se en líder de les bandes de Suffolk, Boston Brigade i Salem en una ràpida successió. També va treballar a la botiga de música de Boston de John P. Ordway i va fundar Ordway's Aeolians, un grup de joglars blackface. Amb la banda Salem, Gilmore va actuar a la presa de possessió de President de 1857 James Buchanan.
El 1858 va fundar "Gilmore's Band" i, al començament de la guerra, la banda es va allistar amb els 24è Voluntaris de Massachusetts, acompanyant al general Burnside a Carolina del Nord. Després de la baixa temporal de bandes del camp, el governador Andrew de Massachusetts va confiar a Gilmore la tasca de reorganitzar la creació de música militar, i el general Nathaniel P. Banks el va nomenar director general de banda.
Quan es va reprendre la pau, es va demanar a Gilmore que organitzés una celebració, que va tenir lloc a Nova Orleans. Aquest èxit el va encoratjar a emprendre dos grans festivals de música a Boston, el "National Peace Jubilee" el 1869 i el "World's Peace Jubilee" i el Festival Musical Internacional el 1872. Aquests van comptar amb orquestres de grans directors de bandes multitudinàries amb els millors cantants i instrumentistes (inclosos els única aparició nord-americana del " rei del vals " Johann Strauss II) i va consolidar la reputació de Gilmore com la figura musical més important de l'època. Es van erigir coliseus per a les ocasions, amb capacitat per a 60 i 120.000 persones. Els gratificants Bostonians van lliurar a Gilmore medalles i diners en efectiu, però el 1873 es va traslladar a la ciutat de Nova York, com a director del grup del 22è Regiment. Gilmore va agafar aquesta banda en aclamades gires per Europa.
Va tornar a terra, preparant una celebració musical del 1892 del quadricentenari del viatge de descobriment de Cristòfor Colom, que Gilmore es va ensorrar i va morir a St. Louis.
Patrick S. Gilmore va ser enterrat al cementiri Calvary (Queens, Nova York).

## Heretat
En molts aspectes, Gilmore es pot veure com la figura principal de la música nord-americana del segle xix. Va ser compositor, el "Famous 22nd Regiment March" del 1874 és només un exemple. Va celebrar el primer "Promenade Concert in America" el 1855, precursor dels Boston Pops actuals. Va crear el "Gilmore's Concert Garden", que es va convertir en el Madison Square Garden. Va ser el director musical de la nació en efecte, dirigint les festes de les celebracions del centenari del 1876 a Filadèlfia i la dedicació de l'Estàtua de la Llibertat el 1886. El 1888 va començar la tradició de veure l'any nou a Times Square.
Gilmore va ser el primer líder de la banda nord-americana a comptar amb el saxo. La banda militar francesa "Garde Republicaine" va actuar al "World Peace Jubilee" i Gilmore va quedar prou impressionat que l'any següent va reorganitzar la seva banda per incloure els instruments que la banda francesa va introduir a les oïdes nord-americanes. La nova banda incloïa una secció de saxo soprano-alt-tenor-baríton amb Edward A. Lefebre (1834-1911) com a solista, que també actuava com a quartet que es va convertir en l'arquetip del quartet de saxòfon clàssic estàndard. La promoció de Gilmore i Lefebre va donar lloc a la primera producció de saxòfons nord-americans i al canvi del centre del món del saxòfon de França als Estats Units al final del segle.
El 1891 va tocar per a alguns dels primers enregistraments comercials de Thomas Alva Edison. Musicalment, va ser el primer arranjador que va posar instruments de netall contra les canyes, cosa que continua sent la base per a l'orquestració de big band. Els seus arranjaments de clàssics contemporanis van fer molt per familiaritzar el poble americà amb l'obra dels grans mestres musicals europeus.
Patrick Sarsfield Gilmore va ser ingressat al Songwriters Hall of Fame el 1970.